# روي بيرنس
روي بيرنس (بالهولندية: Roy Beerens) هو لاعب كرة قدم هولندي في مركز الجناح ولد في يوم 22 ديسمبر 1986 في بلدة بلادل في هولندا، يلعب حالياً مع نادي هيرتا برلين وسبق له اللعب مع نادي ألكمار ونادي هيرنفين الرياضي وإن إي سي نيميخن وبي إس في إيندهوفن كما لعب مع منتخب هولندا لكرة القدم وشارك في دورة الألعاب الأولمبية في بكين عام 2008 مع منتخب هولندا الأولمبي، يبلغ طول اللاعب 174 سم.

## مسيرته الكروية
لعب روي بيرنس خلال مسيرته الاحترافية مع 7 أندية في سبعة عشر موسمًا وسجل خلالها 55 هدفًا ضمن 344 مباراة. حيث فاز في موسمين بالكأس وفي موسمين بالدوري.
خاض روي بيرنس مسيرته مع نادي آيندهوفن في موسم 2005–06 ولمدة موسمين، مشاركًا في 9 مباريات سجل خلالها هدفًا واحدًا. ثم انتقل إلى نادي إن إي سي نيميخن في موسم 2006–07 لمدة موسم واحد، حيث شارك في 14 مباراة سجل خلالها هدفين. لينتقل بعدها إلى نادي هيرنفين في موسم 2007–08 ليلعب معه أربعة مواسم، مشاركًا في 114 مباراة سجل خلالها 25 هدفًا. ثم انتقل إلى نادي إي زد ألكمار في موسم 2011–12 واستمر معه طيلة ثلاثة مواسم، مشاركًا في 93 مباراة سجل خلالها 13 هدفًا. هذا وانتقل لاحقًا إلى SG Gesundbrunnen Berlin ‏ في موسم 2014–15 ولمدة موسمين، مشاركًا في 29 مباراة سجل خلالها 4 أهداف. ثم انتقل بعدها إلى نادي ريدنغ في موسم 2016–17 ولمدة موسمين، مشاركًا في 57 مباراة سجل خلالها 8 أهداف. ليعود وينتقل من جديد، لكن هذه المرة إلى نادي فيتيسه آرنهم في موسم 2017–18 واستمر معه طيلة ثلاثة مواسم، مشاركًا في 28 مباراة سجل خلالها هدفين.

## روابط خارجية
- روي بيرنس على موقع قاعدة بيانات كرة القدم.إي يو (الإنجليزية)
- روي بيرنس على موقع بيانات كرة القدم. دي إي (الألمانية)
- روي بيرنس على موقع ناشيونال فوتبول تيمز (الإنجليزية)
- روي بيرنس على موقع Soccerway.com (الإنجليزية)
- روي بيرنس على موقع عالم كرة القدم.نت (الإنجليزية)
- روي بيرنس على موقع أوليمبيديا (الإنجليزية)
- روي بيرنس على موقع AS.com (الإسبانية)